# Nordakademie
Die Nordakademie Hochschule der Wirtschaft ist eine private, staatlich anerkannte Fachhochschule mit Standorten in Elmshorn (Schleswig-Holstein) und in Hamburg in Trägerschaft der Nordakademie Gemeinnützige Aktiengesellschaft.

## Geschichte und Organisation

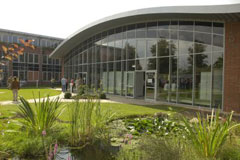
Audimax der Nordakademie Hochschule der Wirtschaft Elmshorn

Die Nordakademie wurde 1992 auf Initiative der Wirtschaft gegründet und nahm ihren Studienbetrieb 1993 zunächst in Pinneberg auf. Das Studienangebot umfasste die drei dualen Diplomstudiengänge Wirtschaftsingenieurwesen, Betriebswirtschaftslehre und Wirtschaftsinformatik. Gründungsrektor war Georg Plate.
Nach der unbefristeten staatlichen Anerkennung im Jahr 1996 erfolgte 1997 der Umzug auf den Campus in Elmshorn.
2001 wurde der Master of Business Administration eingeführt. Mit dem Wintersemester 2006 erfolgte die Umstellung der Diplomstudiengänge auf Bachelorabschlüsse. Im April 2012 wurde das Angebot um drei weitere berufsbegleitende Masterstudiengänge Wirtschaftsinformatik, Marketing and Sales Management und Financial Management and Accounting ergänzt.
Im April 2012 wurde die Hochschule als eine der ersten Hochschulen Norddeutschlands systemakkreditiert.
Im September 2013 eröffnete die Nordakademie mit der Nordakademie Graduate School einen zweiten Standort in Hamburg im Dockland. Dort werden die Masterstudiengänge angeboten.
Zu Beginn des Sommersemesters 2023 waren rund 1.973 Studierende an der Fachhochschule eingeschrieben. Über 300 Kooperationsbetriebe, die mehrheitlich in den Regionen Hamburg und Schleswig-Holstein ansässig sind, kooperieren mit der Hochschule auf den folgenden Gebieten:
- Ausbildung – grundständige duale Bachelorstudiengänge
- Fortbildung – berufsbegleitende Masterstudiengänge
- Fortbildung – berufsbegleitende Promotion
- Forschung – Projekte aus und mit der Wirtschaft

Der Träger der Hochschule ist eine gemeinnützige Aktiengesellschaft mit mehr als 40 Unternehmen und dem Arbeitgeberverband Nordmetall als Hauptaktionär.

## Studienangebote

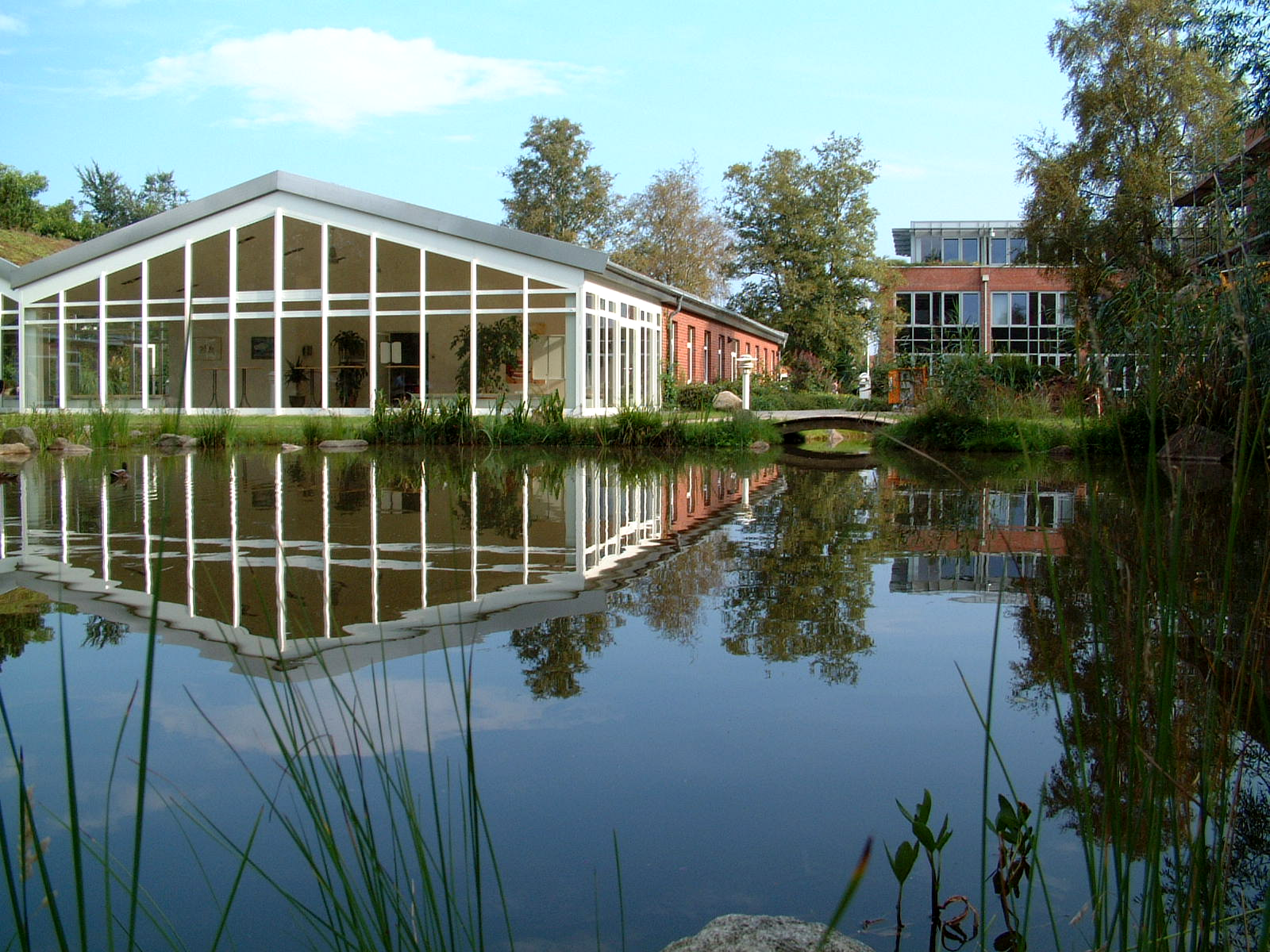
Ansicht Campus Elmshorn

### Duale Bachelorstudiengänge
Die Nordakademie betreibt am Standort Elmshorn sechs siebensemestrige duale Bachelorstudiengänge:
- Bachelor of Science in Betriebswirtschaftslehre
- Bachelor of Science in Wirtschaftsinformatik
- Bachelor of Science in Wirtschaftsingenieurwesen
- Bachelor of Science in Angewandter Informatik
- Bachelor of Science in Technischer Informatik/IT-Engineering
- Bachelor of Science in International Business (Neuaufnahme 2020 eingestellt)

Voraussetzung ist die Hochschul- oder Fachhochschulreife. In den dualen Studiengängen sammeln die Studierenden neben ihrer akademischen Ausbildung an der Hochschule praktische Erfahrungen in einem Kooperationsunternehmen. Zwischen Theorie- und Praxisphasen wird dabei grundsätzlich quartalsweise gewechselt. Das für die Dauer des Studiums eingegangene Ausbildungsverhältnis wird durch das jeweilige Kooperationsunternehmen vergütet, das darüber hinaus auch die Studiengebühren bezahlt. Das Bachelorstudium an der Nordakademie ermöglicht es, über die Studienzeit von dreieinhalb Jahren insgesamt 210 ECTS-Kreditpunkte zu erwerben.

### Berufsbegleitende Masterstudiengänge

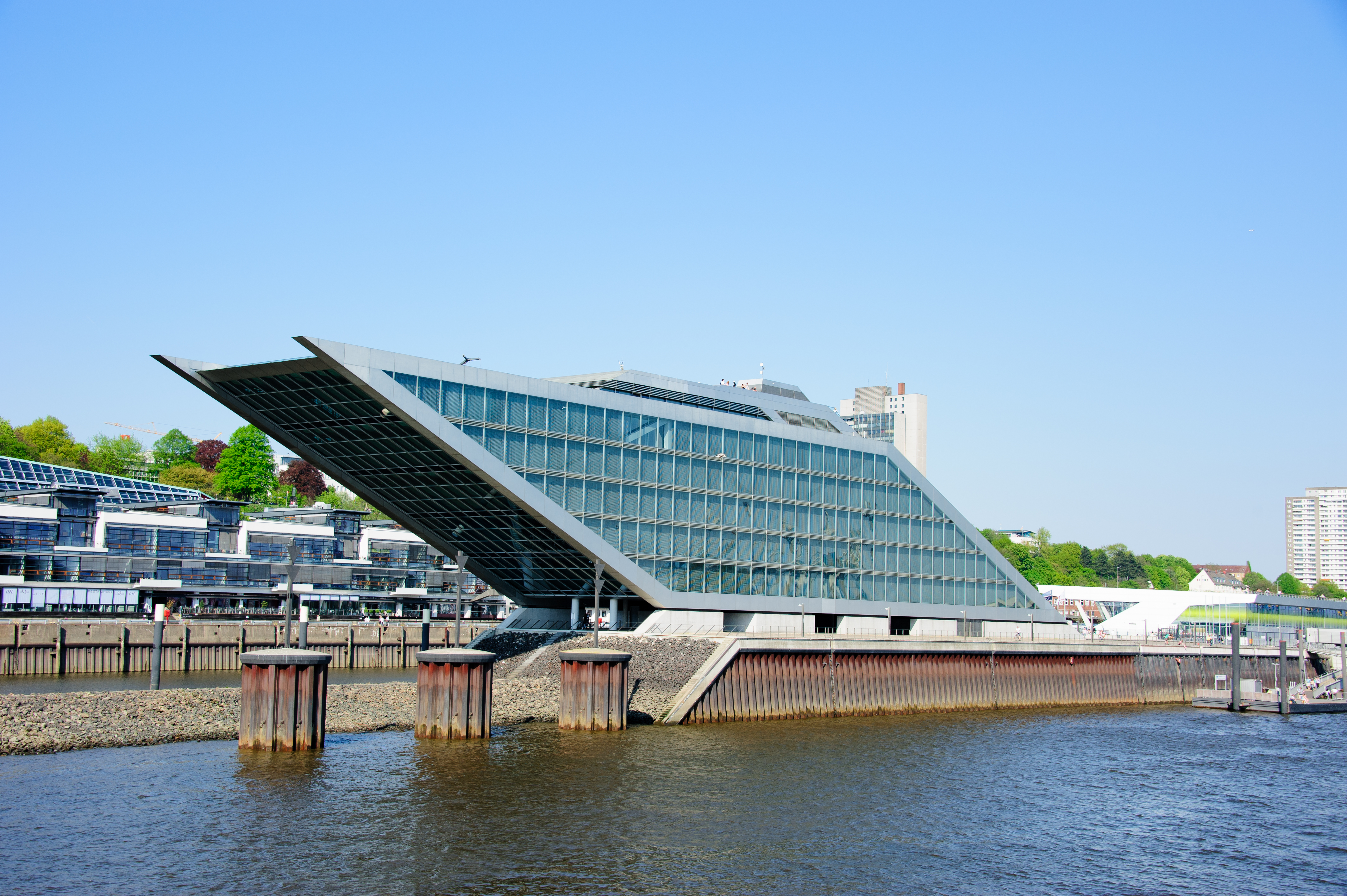
Nordakademie Graduate School im Hamburger Dockland.

Die Nordakademie betreibt am Standort Hamburg zwölf berufsbegleitende Masterstudiengänge:
- Master of Science Applied Data Science
- Master of Science in Financial Management and Accounting
- Master of Arts in General Management
- Master of Science in Wirtschaftsinformatik
- Master of Science in Wirtschaftsingenieurwesen
- Master of Science in HR-Management & Wirtschaftspsychologie
- Master of Business Administration (MBA) (dieser Studiengang befindet sich in Überprüfung / inhaltlicher Überarbeitung zum Oktober 2024)

### Weiterbildungen
Neben den Bachelor- und Masterstudiengängen können an der Nordakademie Graduate School ebenfalls Weiterbildungen und Zertifikatskurse auf Hochschulniveau belegt werden. Weiterbildungen können in den folgenden Bereichen absolviert werden:
- Wirtschaftswissenschaftliches Basiswissen
- Marketing
- Finance and Accounting
- Unternehmensführung
- IT-Management
- Ingenieurwissenschaften
- Wirtschaftsrecht

### Zertifikatskurse
- zurzeit werden keine Zertifikatskurse angeboten

#### Master of Business Administration
Das MBA-Programm besteht seit 2001 und ist berufsbegleitend organisiert. Das Programm hat eine Studiendauer von 24 Monaten, mit sechs Präsenzphasen von jeweils ca. zwei Wochen. Ergänzend wird ein vor- und nachbereitendes Selbststudium gefordert. Der Abschluss des Studiengangs führt zum Erwerb von 90 ECTS-Kreditpunkten.
Das bilingual in Deutsch und Englisch durchgeführte Programm ist in den Lehrinhalten international ausgerichtet und bietet neben der Ausbildung vor Ort auch optionale Auslandsaufenthalte in China, Russland und Amerika im Rahmen von sogenannten International Weeks an.
Als erstes Programm im deutschsprachigen Raum wurde das MBA-Programm der Nordakademie 2008 mit dem Premium-Siegel der Akkreditierungsagentur FIBAA für seine herausragende Qualität ausgezeichnet.

#### Sonstige Masterstudiengänge
Die sonstigen Masterstudiengänge ebenfalls berufsbegleitend angeboten und dauern 24 Monate (aufgeteilt in 3 Semester). De Studierenden können an den International Weeks teilnehmen. Der Abschluss der akkreditierten Studiengänge führt zum Erwerb von 90 ECTS-Kreditpunkten.

## Partnerhochschulen

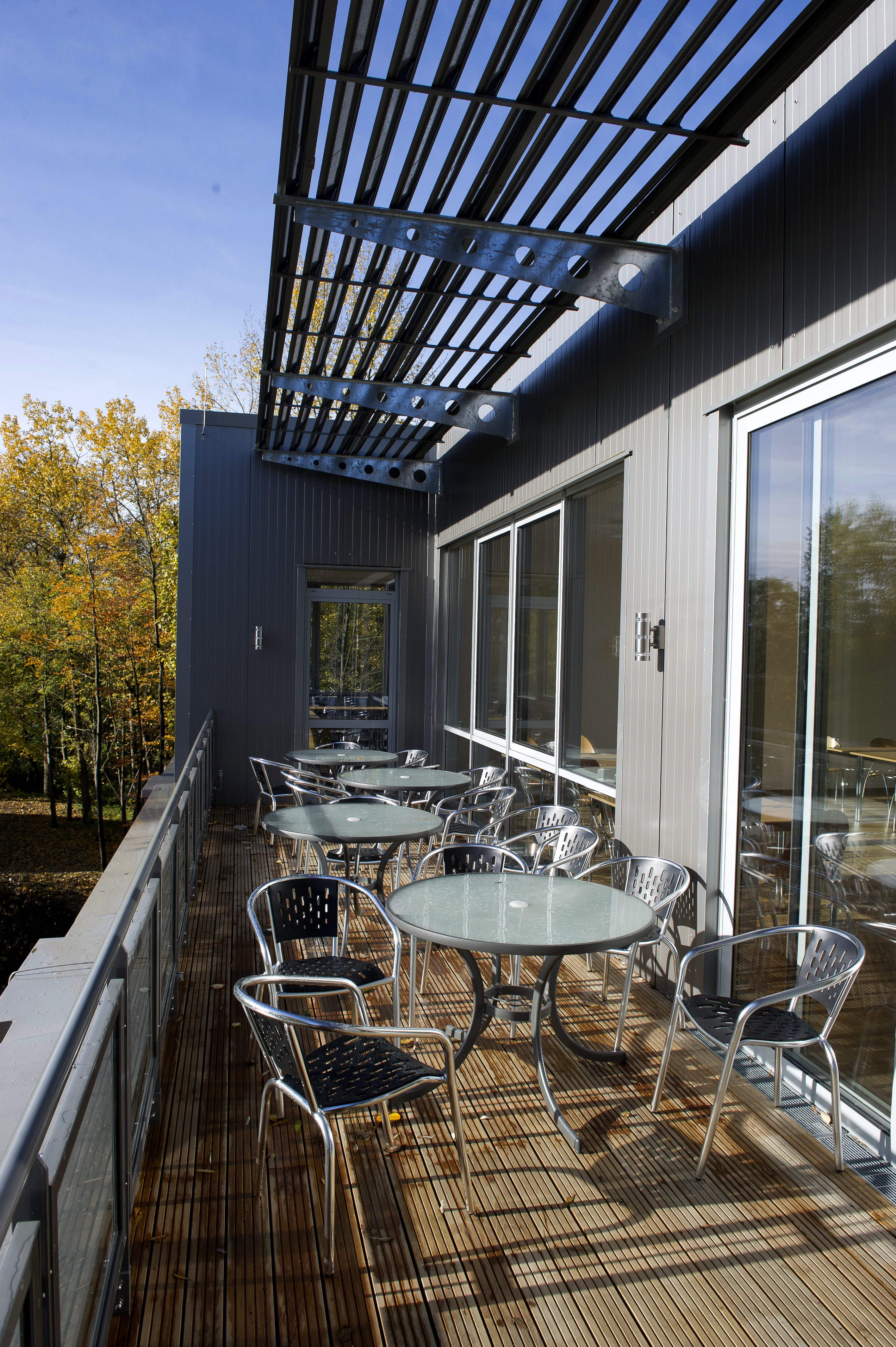
Mensaterrasse

Studierende können optional an einer frei wählbaren Hochschule im Ausland ein Auslandssemester absolvieren. Darüber hinaus bietet die Hochschule ein Netzwerk aus über 30 Partnerhochschulen an, bei denen die wechselseitige Anerkennung von Studienleistungen in einem vereinfachten Verwaltungsverfahren möglich ist:

### Argentinien
- Universidad de Ciencias Empresariales Y Sociales

### Australien
- The University of Newcastle
- Bond University
- Western Sydney University
- University of the Sunshine Coast

### Chile
- Universidad del Desarrollo

### China
- Tongji University
- Beijing Foreign Studies University (BFSU), International Business School
- Zheijang University of Science and Technology

### Dänemark
- EA Business Academy Southwest', Esbjerg

### England
- London Metropolitan University
- University of Westminster

### Estland
- University of Tartu

### Finnland
- Seinäjoki University of Applied Sciences, Seinäjoki

### Frankreich
- IUT St. Nazaire

### Irland
- Griffith College Dublin
- Dublin Business School / European Business School

### Kanada
- University of Victoria
- British Columbia Institute of Technology, Vancouver

### Lettland
- School of Business Administration Turiba, Riga
- Riga Technical University

### Litauen
- Vilnius Gedminas Technical University

### Spanien
- Universidad de Almeria
- Universität Las Palmas de Gran Canaria
- Universidad de Salamanca
- Universidad de Deusto, Bilbao
- Universidad de Cádiz
- Universidad de La Laguna
- Católica de Ávila

### Ungarn
- Budapest University of Technology and Economics

### USA
- San Francisco State University

## Weitere Hochschulen
Es gibt die Möglichkeit, an weiteren internationalen Hochschulen ein Auslandssemester zu absolvieren.

## Bewerbung und Zulassung zum Studium
Bewerber um einen Studienplatz in einem der fünf Bachelorstudiengänge müssen zunächst den Onlineauswahltest der Nordakademie durchlaufen. Sobald ein erfolgreiches Testergebnis vorliegt, können die Bewerber sich direkt bei den Kooperationsunternehmen der Nordakademie bewerben. Aus dem Abschluss des Ausbildungsverhältnisses resultiert dann die Zulassung zum Studium. Die Bewerbung um einen Studienplatz in den berufsbegleitenden Masterstudiengängen (MBA, M.Sc. bzw. M.A.) erfolgt direkt an der Hochschule. Das Auswahlverfahren dieser Ausbildungsgänge umfasst mehrere Onlinetests, ein Gespräch mit Vertretern der Hochschule sowie die Überprüfung der Sprachkenntnisse.

## Staatliche Anerkennung, Akkreditierung und Rankings
Alle Studiengänge der Hochschule sind staatlich anerkannt. Seit 2012 ist die Nordakademie durch die FIBAA Systemakkreditiert und seit Juli 2018 Systemreakkreditiert (ohne Auflagen).
Das Centrum für Hochschulentwicklung (CHE) attestierte der Hochschule im Jahr 2011 sehr gute Studienbedingungen. Mit dem dualen Bachelorstudiengang Betriebswirtschaftslehre schnitt die Hochschule hervorragend ab: In allen wesentlichen Kriterien wie „Studiensituation insgesamt“, „Studierbarkeit“, „Lehrangebot“ und „Betreuung durch Lehrende“ wurde der Hochschule ihre Zugehörigkeit zur Spitzengruppe bestätigt. Weitere sechs Platzierungen in der Spitzengruppe hat die Beurteilung der Nordakademie durch Absolventen ergeben. Auch im Studiengang Wirtschaftsingenieurwesen sieht das Ranking die Elmshorner Privathochschule in diesen vier Kriterien in der Spitzengruppe. Die Nordakademie hält seit der ersten Auflage dieses bundesweiten Rankings im Jahr 1998 eine Spitzenposition in den beiden genannten Studiengängen.
Dem MBA-Programm wurde im Rahmen der Re-Akkreditierung im Jahr 2008 darüber hinaus als erstem Masterstudiengang in Deutschland, Österreich und der Schweiz das Premium-Siegel der FIBAA für seine in allen Kernbereichen überdurchschnittliche Qualität verliehen. Von den rund 300 durch die FIBAA akkreditierten Masterprogrammen wurde diese besondere Auszeichnung bislang nur sechs weiteren Masterstudiengängen verliehen.

## Bekannte Professoren und Emeriti
- Stefan Behringer
- Lars Binckebanck
- Daniel Graewe
- Georg Plate
- Henrique Schneider

## Studierendenvertretung
Die Studierendenvertretung (kurz StuPa) der Nordakademie spielt eine wichtige Rolle im sozialen Leben der Hochschule. Die Vertreterversammlung des Verein Studierendenschaft der Nordakademie e. V. ist zusammengesetzt aus insgesamt 15 jährlich gewählten Studierenden der Nordakademie, wovon drei als AStA in den Hochschulgremien vertreten sind. Sie fungiert als Brücke zwischen der Studierendenschaft und der Hochschulverwaltung und setzt sich für die Belange und Interessen der Studierenden ein. Zu ihren Hauptaufgaben zählen die Organisation von Veranstaltungen, die Förderung der studentischen Gemeinschaft und die Vertretung der Studierenden in Gremien der Hochschule. Durch ihre Arbeit trägt die Studierendenvertretung wesentlich zur Gestaltung eines lebendigen und inklusiven Campuslebens bei und unterstützt die Studierenden in ihrem akademischen und persönlichen Wachstum.
| Legislaturperiode | AStA                                    | Finanz-AStA    | Präsidium     |
| ----------------- | --------------------------------------- | -------------- | ------------- |
| 2021/2022         | 1. Philipp Hemkemeyer 2. Pauline Kahnes | Joshua Rudolph | Joost Meyer   |
| 2022/2023         | 1. Luisa de la Motte 2. Joshua Rudolph  | Linus Friese   | Nils Dohms    |
| 2023/2024         | 1. Finn Bünnemann 2. Sarah Liebold      | Steffen Rohwer | Elias Peeters |
| 2024/2025         | 1. Sarah Liebold 2. Nick Strodthoff     | Niklas Hensel  | Lukas Söhren  |

## Alumni
Seit 1993 verbindet das Alumni-Netzwerk der Nordakademie Ehemalige und Studierende aller Fachrichtungen sowie Freunde und Förderer der Hochschule. Der gemeinnützige Verein Nordakademiker e. V. zählt als offizielle Ehemaligenorganisation der Hochschule gegenwärtig über 2.800 Mitglieder in mehr als 30 Ländern. Es unterhält ein eigenes Online-Portal.